# John Bright (figurinista)
John Bright é um figurinista estadunidense. Venceu o Oscar de melhor figurino na edição de 1987 por A Room with a View.